# Eupithecia submelonochroa
Eupithecia submelonochroa är en fjärilsart som beskrevs av András Vojnits 1973. Eupithecia submelonochroa ingår i släktet Eupithecia och familjen mätare. Inga underarter finns listade i Catalogue of Life.